# Сержиньо Шулапа
Се́ржио Бернарди́но (порт. Sérgio Bernardino; 23 декабря 1953, Сан-Паулу), более известный под именем Сержи́ньо Шула́па (порт. Serginho Chulapa) — бразильский футболист, игрок сборной Бразилии.

## Биография
Участник чемпионата мира 1982 года, на котором провёл все пять матчей и забил два гола. Занимает шестое место по количеству голов в чемпионатах Бразилии с 1974 года — 125 мячей.
После окончания карьеры работал тренером и журналистом. Неоднократно управлял «Сантосом». Сейчас возглавляет «Португеза Сантиста».
Отличается крайне взрывным характером, часто устраивал жестокие драки на поле и за его пределами, в том числе и по окончании карьеры футболиста.

## Достижения

### Командные
- Чемпион Бразилии (1): 1977
- Чемпион штата Сан-Паулу (4): 1975, 1980, 1981, 1984

### Персональные
- Лучший бомбардир чемпионата Бразилии (1): 1983
- Лучший бомбардир чемпионата штата Сан-Паулу (4): 1975, 1977, 1983, 1984